# Gelijkenis van de lastige vriend

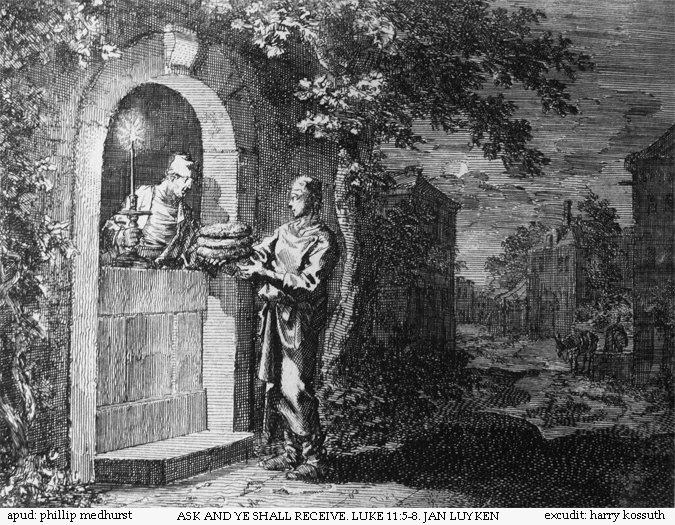
"Vraagt en GIJ zult ontvangen" - Jan Luyken (gravure in de Bowyer Bible)

De gelijkenis van de lastige vriend is een parabel in het Nieuwe Testament. Het verhaal werd verteld door Jezus en staat in Lucas 11:5-8.

## Inhoud
Jezus schetste een situatie waarbij een vriend van iemand midden in de nacht vroeg om hem drie broden te lenen, omdat deze op zijn beurt een vriend op bezoek had gekregen en hij niets had om hem voor te zetten. Jezus stelde dat als hij zijn vriend niet die broden zou lenen omdat ze vrienden zijn, hij dat wel zou doen om van zijn onbeschaamde vriend af te zijn. Jezus zei daarom altijd te vragen omdat er gegeven zou worden, te zoeken omdat gevonden zou worden, te kloppen omdat zou worden opengedaan.

## Interpretatie
Vooral omdat deze gelijkenis direct volgt op Lucas' versie van het Onzevader (Lucas 11:1-4), wordt het meestal gezien als een aansporing gezien om met vertrouwen te bidden. Dit wordt versterkt door het einde van deze pericoop: "Hoeveel te meer zal de Vader in de hemel dan niet de heilige Geest geven aan wie Hem daarom vragen!" (Lucas 11:13).

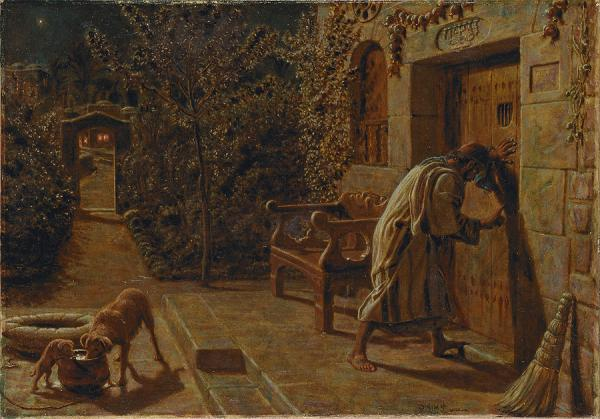
William Holman Hunt The Importunate Neighbour (1895)

Er zijn verschillende meningen over hoe de "opdringerigheid" die in het laatste vers wordt beschreven, moet worden geïnterpreteerd. Annette Merz suggereert deze opdringerigheid te zien in de context van de oude vriendschapsethiek - min of meer naar Cicero - waarbij opdringerigheid onder normale omstandigheden weliswaar niet passend is - maar acceptabel als gedrag onder vrienden, omdat het in het belang is van de gast die is aangekomen, d.w.z. om er zo aan bij te dragen dat de gastvrijheid aan deze reizende vriend kan worden vervuld; op dezelfde manier moeten mensen in gebed opdringerig zijn naar God toe als naar een vriend aan wie ze iets vragen en die hun verzoek niet zal weigeren.